# Heurne-Saint-Pierre
Heurne-Saint-Pierre (en néerlandais : Sint-Pieters-Heurne) est un hameau de Fimal, une section de Heers dans la province belge du Limbourg. 

## Lieux d'intérêt
- La chapelle romane Saint-Pierre date des XIIIe et XIVe siècles avec une arche d'entrée de 1554. La chapelle a été restaurée en 1556 et est construite sur l'emplacement d'une villa romaine. La grande cloche, baptisée Petrus et coulée à Herentals, est la plus ancienne du doyenné de Tongres et date du XIIIe siècle. La chapelle a été entièrement restaurée en 1989-1990.
- Le centre du hameau a été protégé en 2006 comme paysage urbain.
- Château de Heurne

## Hameaux à proximité
Otrange, Oreye, Fimal, Horpmael